# Суган
Суга́н (осет. Сугъан, карач.-балк. Сугъан) — горная вершина на границе Северной Осетии и Кабардино-Балкарии. Расположена в системе Суганского хребта.
Название происходит от слова суган, что с карачаево-балкарского языка переводится как «лук» и связано с обилием дикого лука на южных склонах Дигорского хребта.
Гора Суган находится на границе Кабардино-Балкарии и Северной Осетии северные и западные склоны, на территорий Кабардино-Балкарии а южные и восточные склоны частично находятся на территорий Северной Осетии. Западнее от горы расположен другой значительный массив Гюльчи-Тау, с вершинами Гюльчи-Тау, Рцывашки, пик Комсомол Украины и другими. Вершина является самой высокой в Суганском хребте высота вершины достигает 4487 м. На гору ведут следующие маршруты:
1. Суган по Южному гребню, 2Б
2. Суган по Южному склону, 2Б
3. Суган по восточному контрфорсу, 3А
4. Суган по Северо-Восточному гребню, 3А
5. Суган по северному гребню, 3Б
6. Суган — Галдор, траверс, 5Б